# Nicky Yunupingu
Nicky (Narripapa) Yunupingu (* 1982 im Arnhemland auf der Gove-Halbinsel im Northern Territory, Australien; † 23. Juli 2008 in Gunyangara, ebenda) war ein Aborigine vom Clan der Gumatj im Aborigines-Stamm der Yolngu. Er war ein Didgeridoo-Spieler und Tänzer in der Aborigines-Rockband Yothu Yindi. Er starb vermutlich durch Suizid.

## Leben
Über das frühe Leben von Nicky Yunupingu ist wenig bekannt. Sein Vater war der Bruder von Galarrwuy Yunupingu, einem Elder der Gumatj und auch ein Mitglied von Yothu Yindi.
Nicky Yunupingu trat am 23. Juli 2008 während einer Sitzung des australischen Kabinetts mit seinem Onkel Galarrwuy Yunupingu in einer traditionellen Zeremonie im Gove Yacht Club in Nhulunbuy auf. Nach dieser Tanz-Zeremonie wurde dem australischen Premierminister Kevin Rudd eine Petition auf Rinde überreicht. Gefordert wurde darin die Anerkennung von Landrechten der Aborigines. Diese Form einer Petition wurde erstmals 1963 von den Yolgnu gewählt, als sie dem australischen Parlament die Yolngu Bark Petition übergaben und dies weltweit beachtet wurde. Beide Petitionen forderten Landrechte der Yolngu ein, die sich auf die Gove-Bauxitmine beziehen. 
Nach dieser Veranstaltung im Jahr 2008 gab es Verstöße gegen die Hausordnung dieses Clubs, daraufhin sprach die Clubleitung Hausverbote aus. Es ist unklar, ob sich diese auch auf Nicky Yunupingu bezogen.
Galarrwuy Yunupingu, der mit seinem Bruder den Verstorbenen identifizierte, erklärte später, dass seine Frau gehört habe, dass Nicky Yunupingu mit seiner Frau in Yirrkala gestritten habe. Galarrwuy Yunupingus Frau nahm ihn mit ihrem Auto auf, als er alleine auf der Straße ging.
Später am Abend kam es in einer Bar in Gunyangara unter Einfluss von Alkohol zu einem Kampf von Nicky Yunupingu mit einer 23-jährigen befreundeten Frau. In dieser Auseinandersetzung stach er mit einem Messer vierzehn Mal auf sie ein. Die Frau überlebte. Er wurde erhängt von seiner Frau aufgefunden. Die zuständige Polizei geht von einem Selbstmord aus.
Ein Sprecher des Premierministers Rudd drückte sein tiefes Bedauern über diesen tragischen Vorfall aus und bekundete der Familie sein tiefes Beileid. Der Verstorbene wurde entsprechend der Sepulkralkultur der Yolngu beigesetzt.